# Hoogstraatmolen
De Hoogstraatmolen is een windmolenrestant in de tot de West-Vlaamse gemeente Beernem behorende plaats Oedelem, gelegen aan Hoogstraat 12.
Deze ronde stenen molen van het type beltmolen fungeerde als korenmolen en oliemolen.

## Geschiedenis
De molen werd gebouwd in 1876, maar al in 1923 werd het gevlucht verwijderd. De aandrijving geschiedde voortaan met een elektromotor. Later werd de romp ingekort en prijsgegeven aan verval. Nog in 2010 stortten enkele muurresten in.